# Atucha kärnkraftverk
Atucha kärnkraftverk (spanska: Central Nuclear Juan Domingo Perón) är ett kärnkraftverk med två reaktorer vid Paranáfloden i Lima, Zárate, Argentina. Det påbörjades 1968 och första reaktorn togs i drift 1974, som den första kärnreaktorn i Latinamerika.
Verket har två tryckvattenreaktorer med tungt vatten (PHWR). Den använder en blandning av naturligt uran och anrikat uran (0,85% 235U).

## Atucha 1
Den första reaktorn har en termisk effekt på 1 179 MW och kan generera 357 MW elektrisk effekt. Detta är ca 2,5% av Argentinas elproduktion (2005).

## Atucha 2
Konstruktionen av verkets andra reaktor startade 1981, men stoppades senare. 2007 återupptogs bygget och reaktorn tog  i drift 2014. Den har en termisk effekt på 2 160 MW och kan generera 693 MW elektrisk effekt.